# 香港基督徒學生運動

香港基督徒學生運動標誌

香港基督徒學生運動(SCMHK)是一個大專基督徒合一組織，是跨院校和跨宗派的團契，以「關心社會、踐行公義、見證基督、推廣天國」為宗旨。SCM於五十年代成立，於七十年代停止活動，在1981年六間大專院校重組SCM，現於香港中文大學及香港理工大學設有基督徒學生運動。此外，SCM亦為世界基督徒學生聯盟的成員，不時與世界各地的基督徒學生運動進行交流。團牧為吳國偉宣教師，執行幹事為劉劍玲小姐。

## 活動
| 屆 | 日期          | 參考  |
| -- | ------------- | ----- |
| 1  | 2014-02       | [ 1 ] |
| 2  | 2015-09       |       |
| 3  | 2017-02-24/25 | 取消  |
| 4  | 2017-02-24/25 | [ 3 ] |

## 相關組織
- 世界基督徒學生聯盟
- 基督路小教會
- 同光同志長老教會

## 外部運結
- 香港基督徒學生運動網頁（页面存档备份，存于）
- 香港基督徒學生運動網頁（旧版）
- 大公报﹕警方会在占中前拘捕相关人士 （页面存档备份，存于）
- 「哥哥仔」城大授性技

1. ↑  .   [2020-09-22]. （原始内容存档于2019-09-03）. （页面存档备份，存于）
2. ↑  .[永久]